# Tenczynek

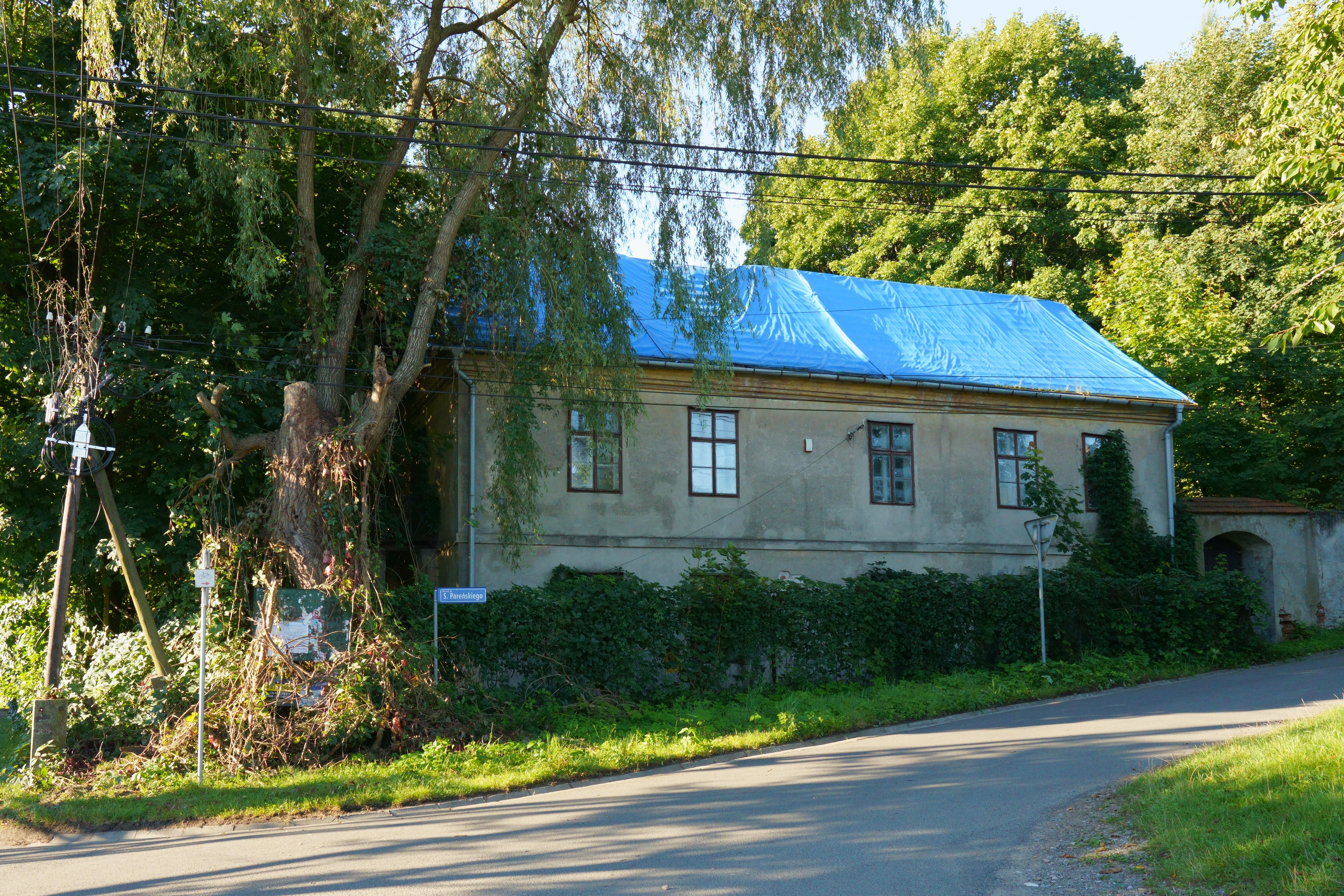
Willa „Eliza” z końca XIX w.

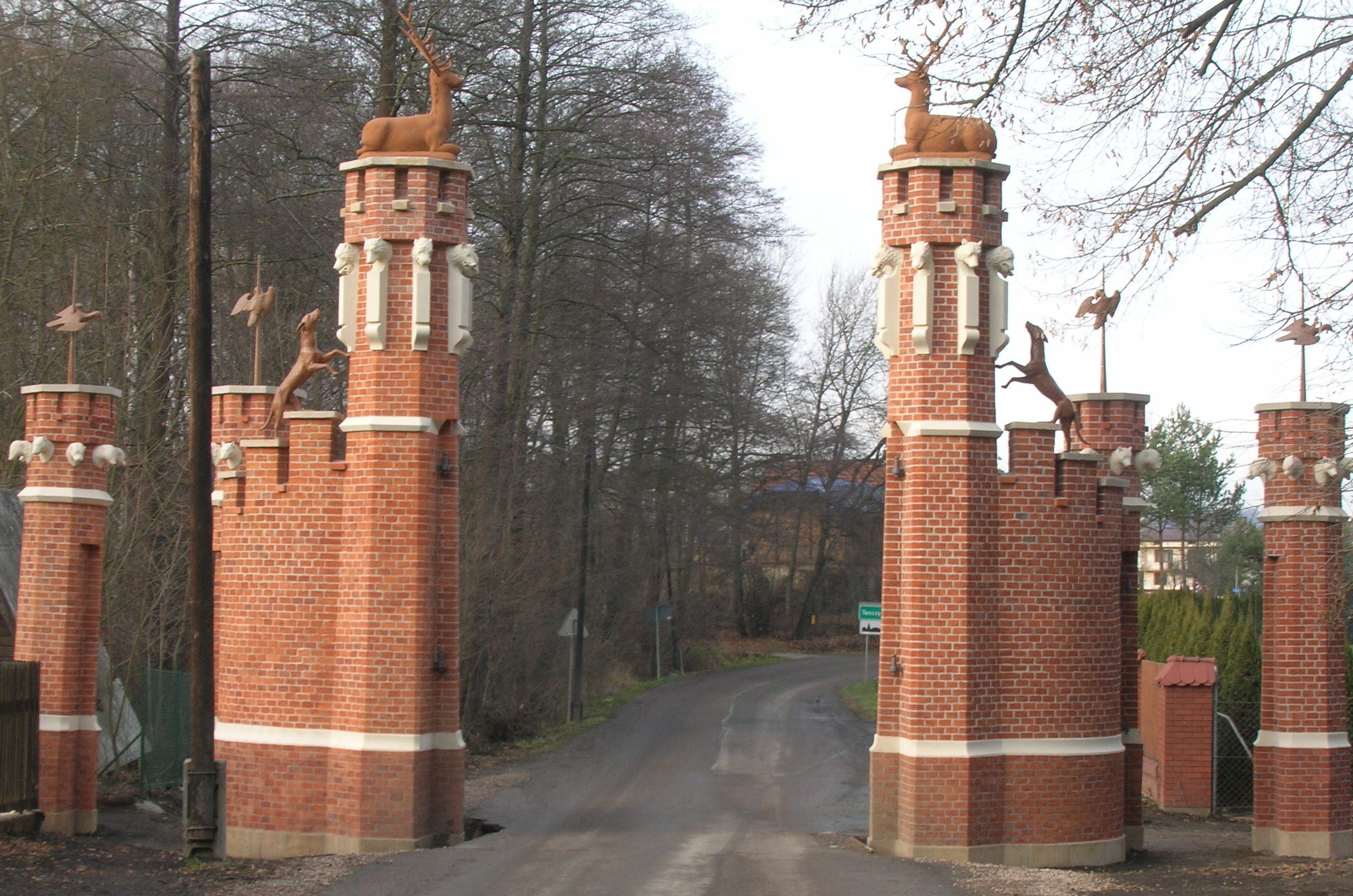
Brama Zwierzyniecka

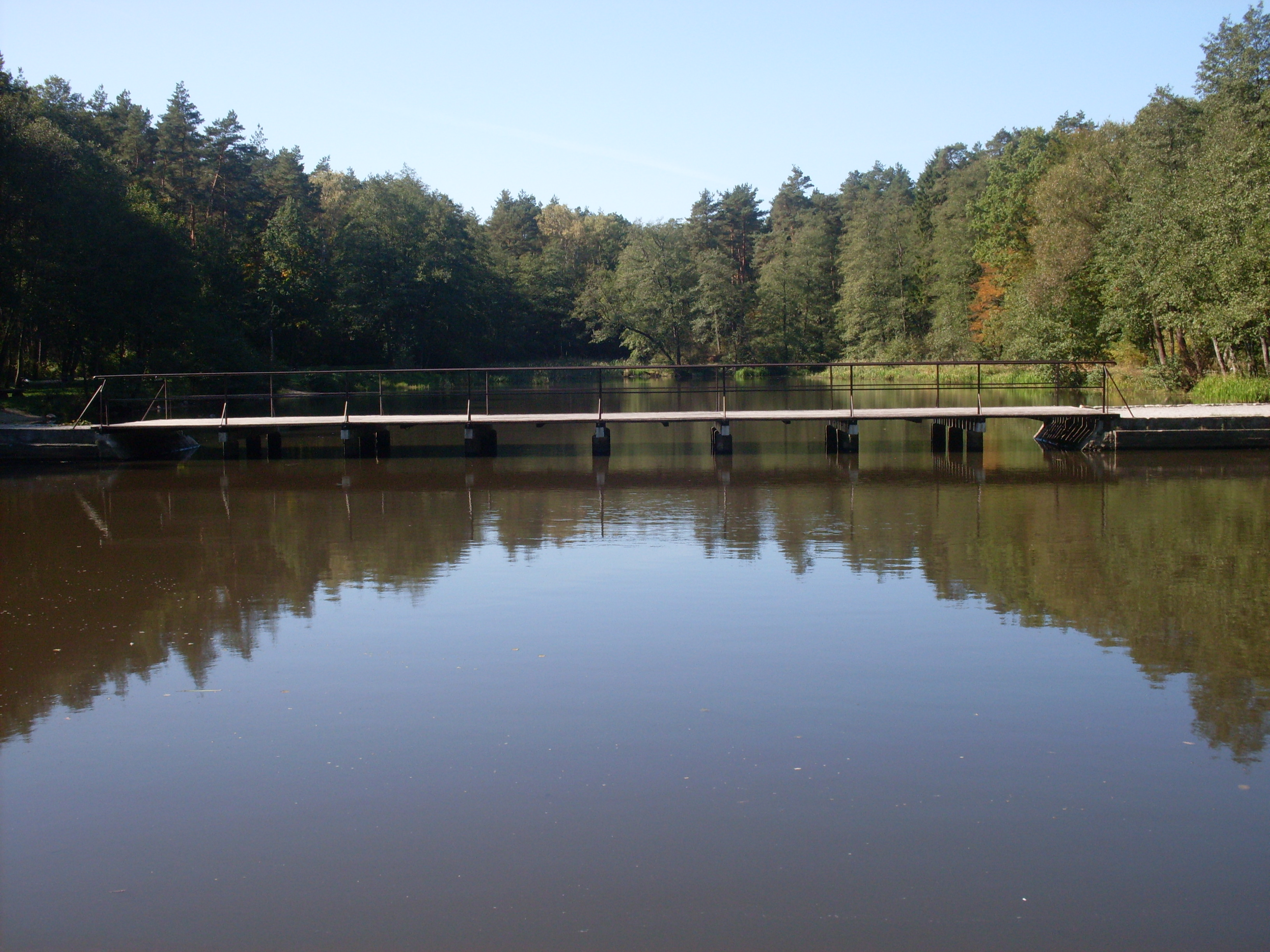
Staw Wroński

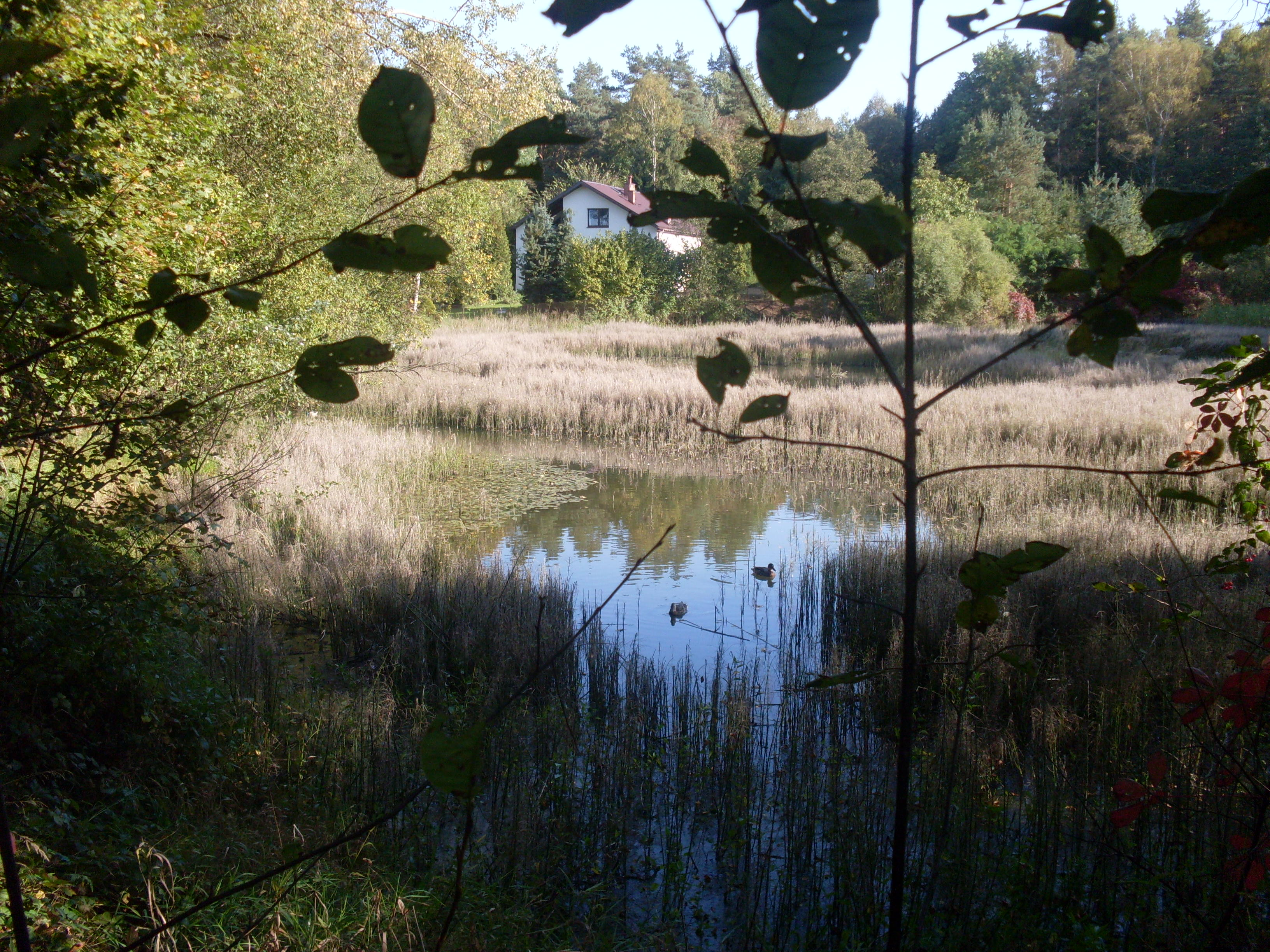
Leśniczówka i Staw Rzeczki

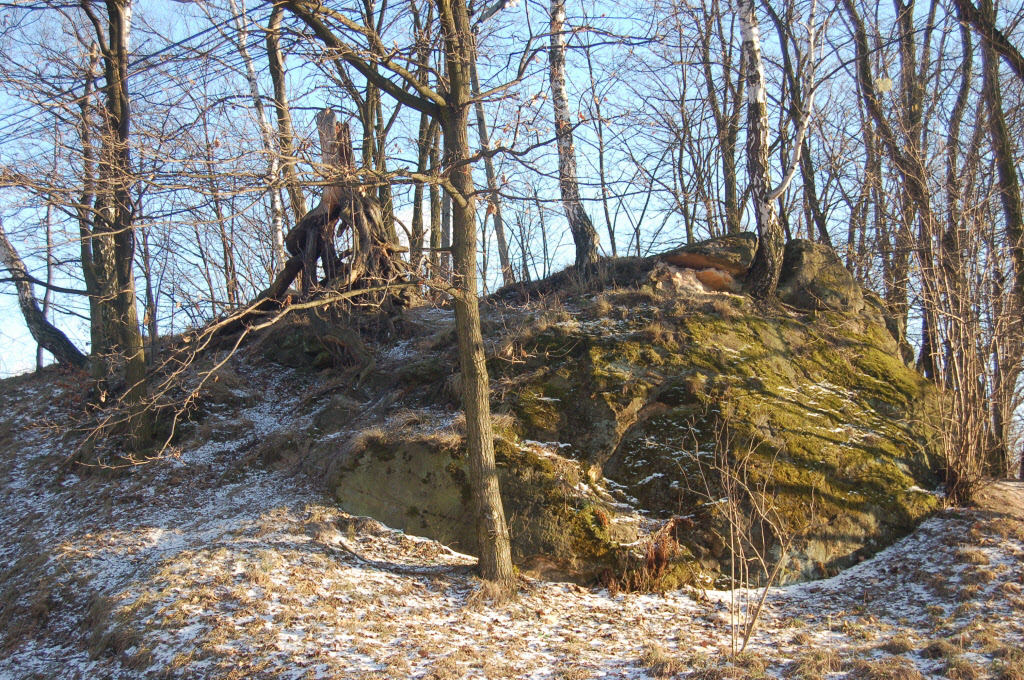
Skałka pod sosną

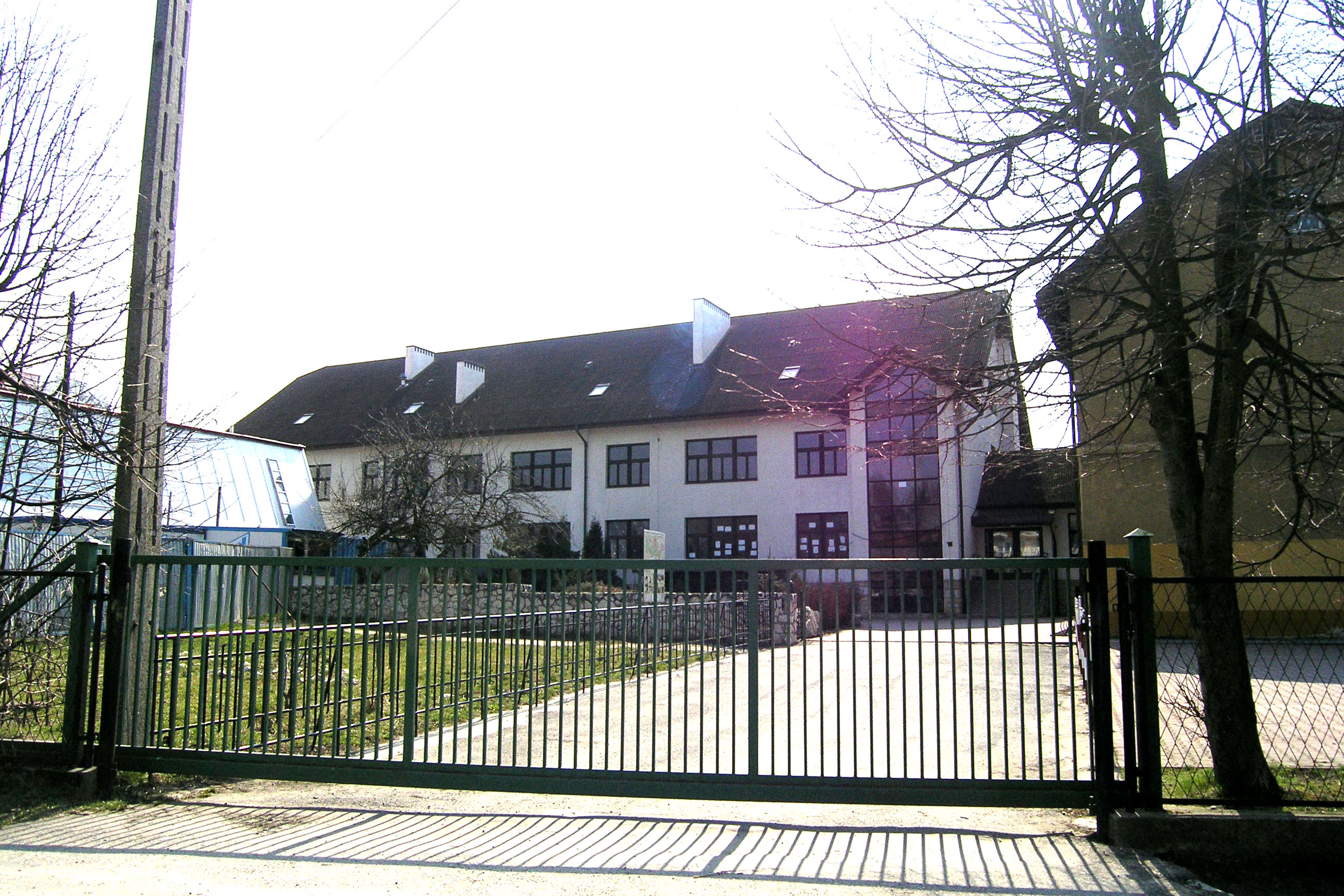
Szkoła Podstawowa

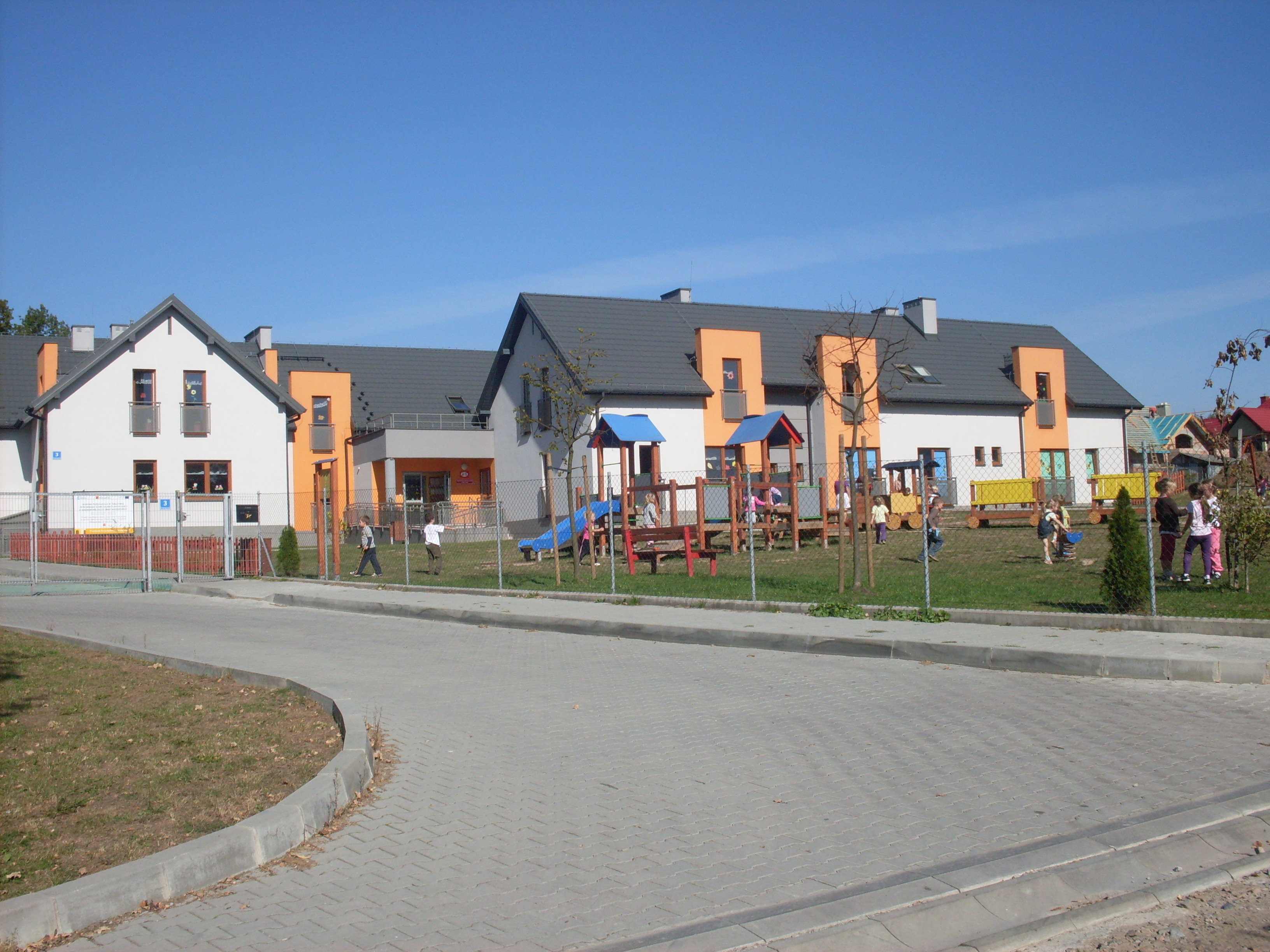
Przedszkole Samorządowe

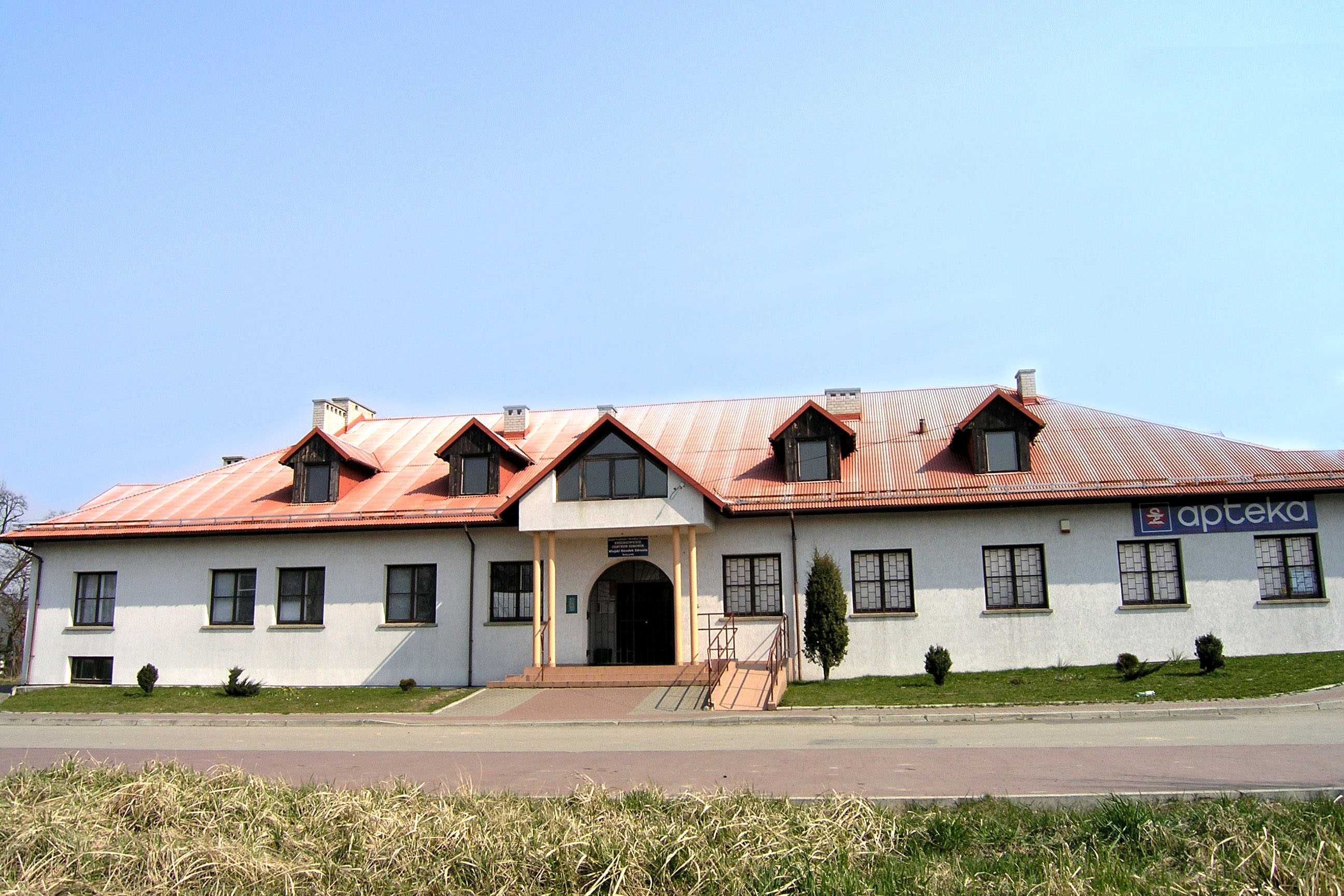
Ośrodek Zdrowia

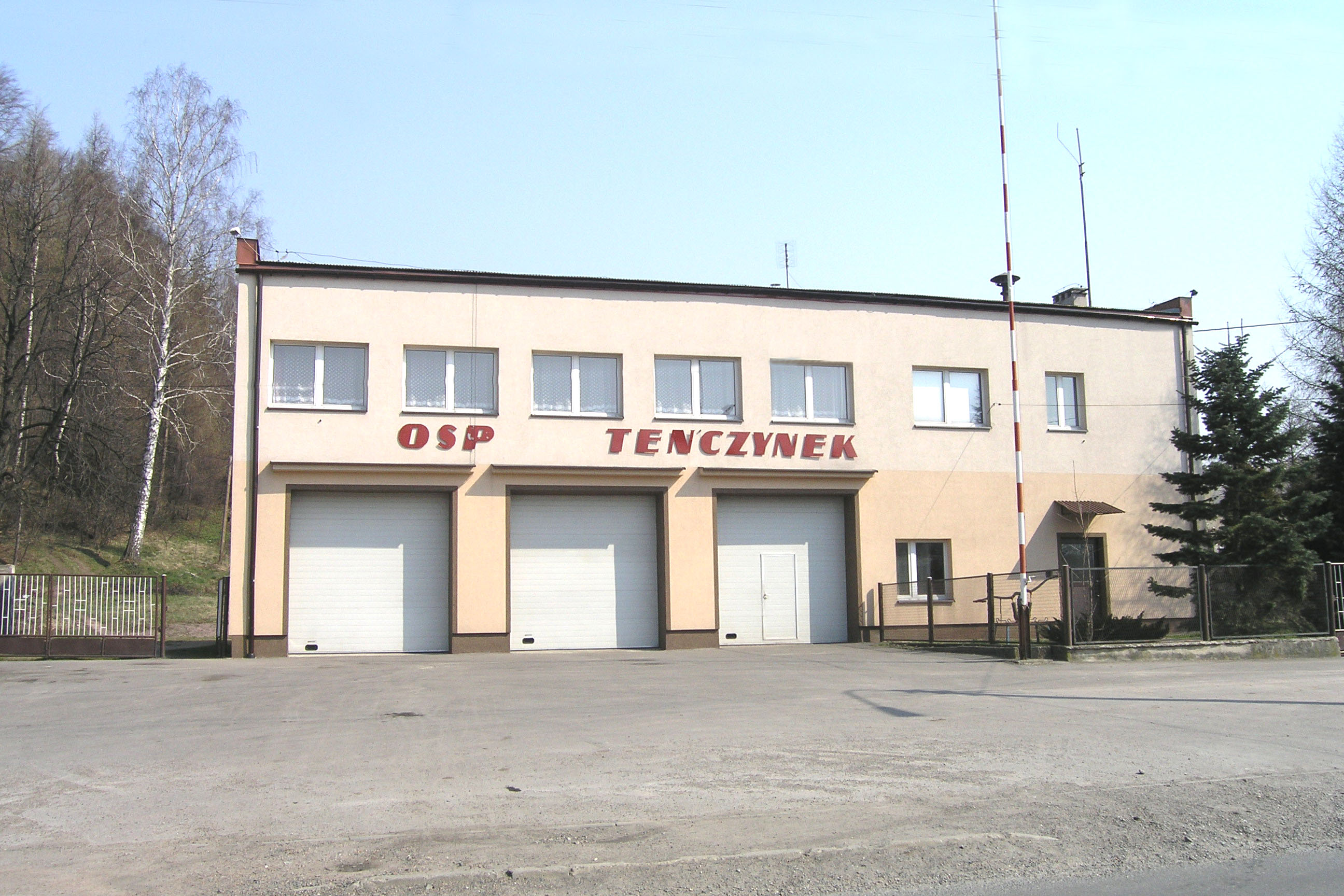
Remiza Ochotniczej Straży Pożarnej

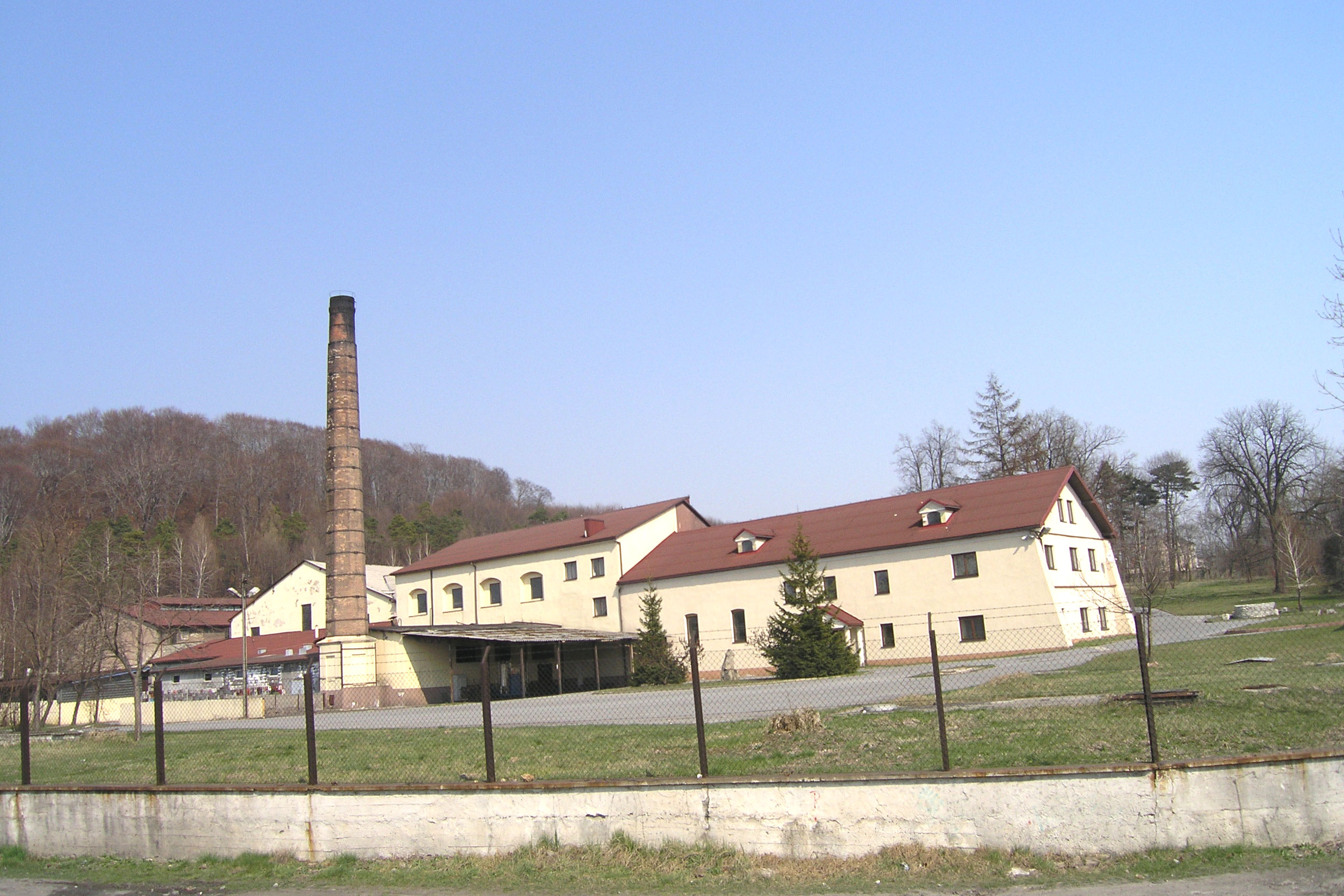
Browar. Za nim Góra Buczyna

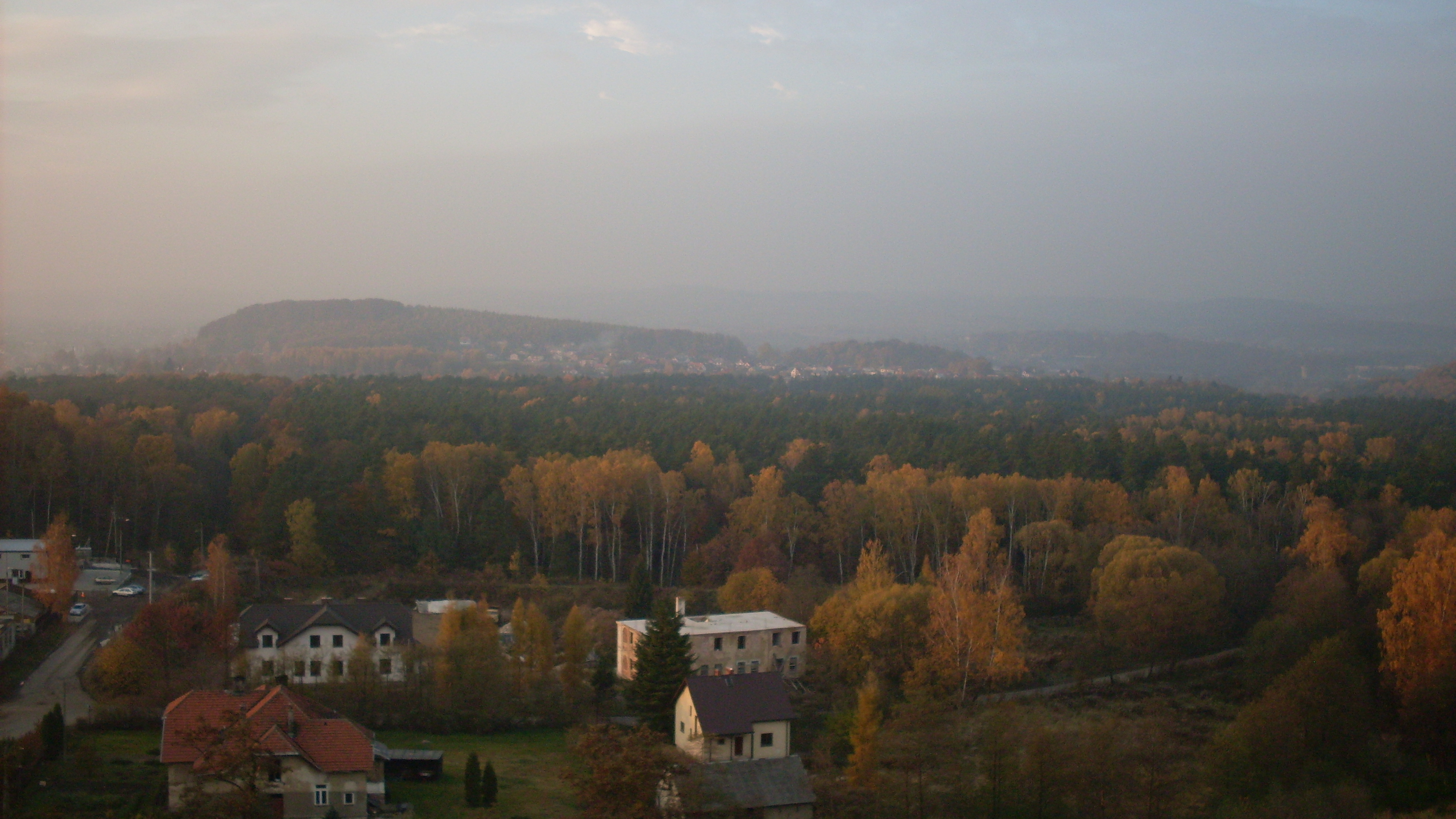
Niedźwiedzia Góra, budynki mieszkalne dawnej KWK Krystyna, w oddali Góra Buczyna

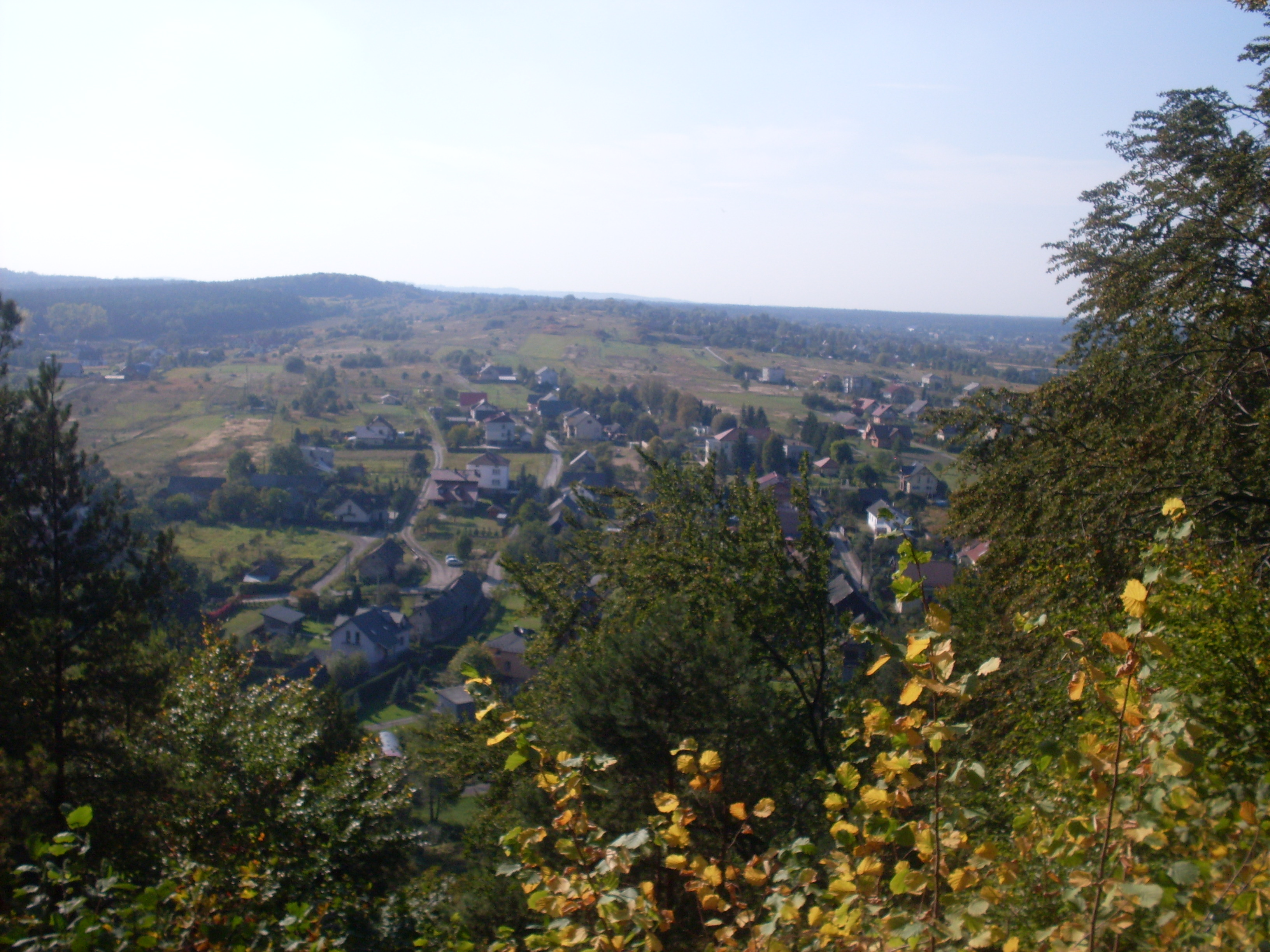
Widok ze szczytu Góry Buczyna w kierunku zachodnim na Zieloną

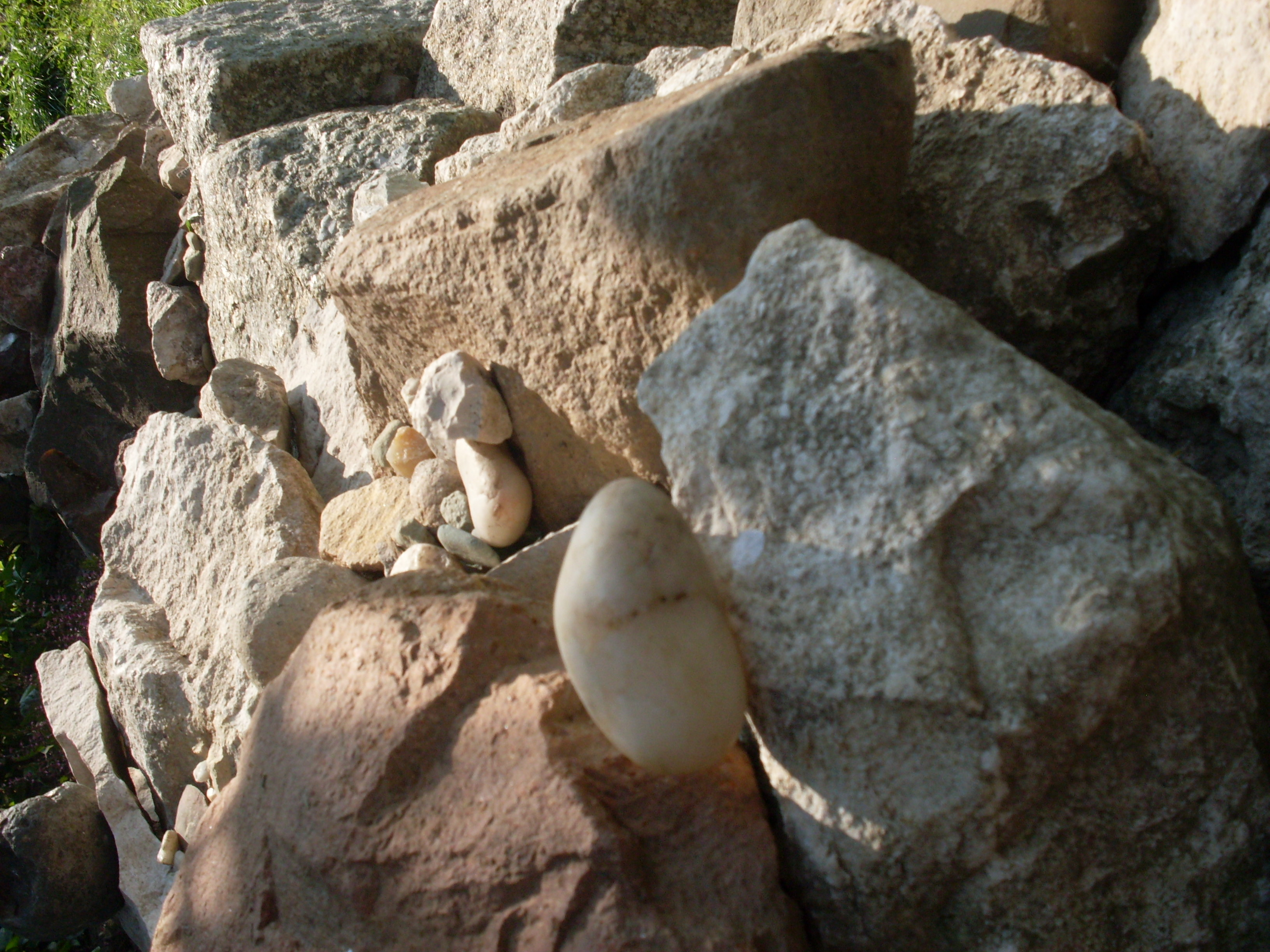
Skały i kamienie w części Podlesie

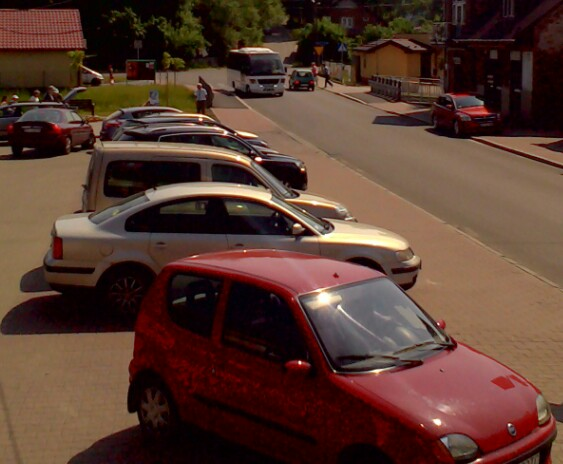
Centrum

Tenczynek – wieś w Polsce, położona w województwie małopolskim, w powiecie krakowskim, w gminie Krzeszowice.

## Położenie
Tenczynek leży na pograniczu Rowu Krzeszowickiego i Garbu Tenczyńskiego, na południe od linii kolejowej 133 Kraków – Katowice i drogi krajowej 79 oraz 2 km na północ od autostrady A4 (E40), którą od wsi odgradza Las Zwierzyniec. Miejscowość położona jest ok. 25 km na zachód od centrum (18 km od granicy) Krakowa oraz łącząc się z południową częścią Krzeszowic.
Centrum miejscowości znajduje się w Kotlinie Tenczynka, przez której środek przepływa potok Olszówka (pot. Żabnik). Pozostała część wsi znajduje się na Garbie Tenczyńskim. Otoczona Puszczą Dulowską – dodatkowo od południa i południowego wschodu z jej częścią: Lasem Zwierzynieckim, a od północy i północnego wschodu z Rowem Krzeszowickim. Powierzchnia wsi wynosi 1499,64 ha.
Wokół znajdują się wzniesienia takie jak: Góra Buczyna, Ponetlica, Czerwieniec, Niedźwiedzia Góra, Skałki, Ułańskie Zdrowie na terenie Lasu Zwierzynieckiego w Puszczy Dulowskiej.
Na północny zachód od miejscowości rozciągają się wielkie ogródki działkowe Enklawa A i Enklawa B.

## Integralne części wsi
| SIMC    | Nazwa             | Rodzaj    |
| ------- | ----------------- | --------- |
| 0324777 | Górka             | część wsi |
| 0324783 | Niedźwiedzia Góra | część wsi |
| 0324790 | Piaski            | część wsi |
| 0324808 | Przystawie        | część wsi |
| 0324814 | Rzeczki           | część wsi |
| 0324820 | Skałki            | część wsi |
| 0324837 | Stara Szkoła      | część wsi |

## Historia
Wieś założona prawdopodobnie na pocz. XIV w. przez Nawoja z Morawicy – wzmiankowana w 1319, wtedy to rozpoczęto karczowanie lasu w miejscu obecnego Tenczynka. Od początku odgrywała rolę służebną wobec zamku Tenczyn (położonego ok. 4 km na zachód od wsi). Wojewoda krakowski, herbu Topór, otrzymał od króla Jagiełły dobra tenczyńskie w zamian za pomoc w otrzymaniu korony polskiej.
W odróżnieniu od Tenczyna Wielkiego (zamku) wieś tę zwano Tenczynem Małym (Tenczyn parva), stąd wzięła się późniejsza nazwa, będąca zdrobnieniem nazwy Tęczyn, czyli obecny Tenczynek. Pod koniec XVI w. używano nazwy Szarża wzięta od rodowego zawołania Toporczyków. Wizytacja biskupia z 1598 stwierdziła, że szkoła mieściła się w domu i na gruncie kościelnym. Wówczas to kardynał Jerzy Radziwiłł opisał, że kościół był drewniany i posiadał trzy ołtarze.
W 1595 wieś położona w powiecie proszowickim województwa krakowskiego była własnością wojewodziców krakowskich: Gabriela, Andrzeja i Jana Magnusa Tęczyńskich.
W XVII w. na potrzeby zamku, w Tenczynku na obszarze 10 morgów, powstało gospodarstwo folwarczne jako jedno z bardziej dochodowych w tamtych czasach, dostarczające wszystkiego co było niezbędne do życia zamku z wyśmienitym jadłem na czele. Było to centrum dóbr Tęczyńskich. Po wymarciu linii męskiej tego rodu, wieś w 1637 dostał się w ręce Opalińskich, w 1687 Sieniawskich, w 1731 Czartoryskich, a 1816 – Potockich. Wieś wraz z folwarkiem wchodziła w 1662 roku w skład hrabstwa tęczyńskiego Łukasza Opalińskiego.
Od początku XVI w. coraz bardziej popularna była przestronna, piaszczysta droga z Krakowa w kierunku Śląska przez Tenczynek, a pod pobliskim zamkiem prosperowały trzy dworskie taberny. Z 1627 pochodzi najwcześniejsza wzmianka o występowaniu węgla w okolicy Tenczynka. W 1656 wieś została zrujnowana przez Szwedów. W 1659 rozpoczęto wydobycie węgla. W 1710 wieś została zdziesiątkowana przez morowe powietrze, a 3 maja 1720 ponownie uległa spaleniu. Znaczne modyfikacje kościoła rozpoczęto w 1728, w ciągu kolejnych lat wykonano posadzkę z cegły, dobudowano stalle i drewniany chór, pojawiły się również nowe konfesjonały i ambona. Na koniec prac w 1748 w powierzchnia kościoła zwiększyła się o kaplicę z kryptą, zakrystię, a dach został pokryty gontem. Obok powstała dzwonnica, z dwoma dzwonami, a całość otoczono murem. Kościół konsekrował 6 sierpnia 1748 sufragan krakowski, bp Michał Ignacy Kunicki. W XIX w. w stokach Buczyny dla potrzeb miejscowego browaru wykuto w skale liczne piwnice, których wyloty znajdowały się także po przeciwnej północnej stronie góry. W połowie XVIII w. w miejsce opustoszałej szabelni powstał młyn, wybudowano też cegielnię z wapiennikiem. W 1788 liczba zagrodników i chałupników wynosiła 48. Rok później wieś zamieszkiwało 467 osób, w tym jedna rodzina żydowska.
Do 1795 wieś wchodziła w skład powiatu krakowskiego i województwa krakowskiego, a od lipca 1796 do 15 lipca 1809 w skład cyrkułu krakowskiego Galicji Zachodniej.
W 1818 została otwarta szkoła świecka, która mieściła się w budynku znajdującym się na dziedzińcu dworskim. W latach 1815–1846 wieś położona była na terenie Wolnego Miasta Krakowa, potem w zaborze austriackim. W 1823 ukończono budowę domu skarbowego w Tenczynku, gdzie oprócz rzemieślników mieszkali także górnicy spoza wsi. W latach 1846–1853 Tenczynek wchodził w skład powiatu krakowskiego. W 1857 Adam Józef Potocki wybudował obszerny nowy browar, gorzelnię, młyn amerykański i piekarnię, które od 1875 były własnością Banku Galicyjskiego dla Przemysłu i Handlu. Około 1879 posiadał je Ksawery Rasiszewski. Naprzeciw browaru znajdowała się wytwórnia klepek drewnianych Franciszka Grubera. Pod koniec XIX w. zakłady te przestały istnieć, z wyjątkiem browaru. Czynny był natomiast warsztat kamieniarski.
W 1885 zakupiono od gminy tenczyńskiej grunt pod budowę Domu Sióstr Miłosierdzia św. Wincentego a Paulo. 1 września 1887 rozpoczęto nauczanie w 2-klasowej szkole ludowej. Przyjęto 259 dzieci, dla których otwarto 4 klasy. 3 września 1889 powstała ochronka dla małych dzieci. W 1896 stanął nowy budynek szkolny z dwoma salami i korytarzem. W 1903 browar przeszedł na własność Towarzystwa Akcyjnego. W 1910 powstała miejscowa straż pożarna. W 1918 w budynku szkoły kwaterowało wojsko polskie.
W czasie I wojny światowej armia austriacka zarekwirowała wszystkie dzwony kościelne, nowe zostały ufundowane przez różne osoby w latach 1919 i 1923. W roku 1920 w Tenczynku zarejestrowanych było 11 warsztatów rzemieślniczych, w tym. m.in. 3 murarskie, 2 piekarskie, po jednym rymarskim i stolarskim. W 1922 założono miejscowe Katolickie Stowarzyszenie Młodzieży, jego siedzibą był zakupiony przez ks. Kamusińskiego obecny budynek RSZiZ w centrum wsi. Powstała też drużyna piłkarska o nazwie Tęcza.
W czasie II Rzeczypospolitej wieś należała do powiatu chrzanowskiego w województwie krakowskim. 1 sierpnia 1934 utworzono gminę zbiorową Tenczynek. W 1936 we wsi powstała organizacja Strzelec.
Od 26 października 1939 do 18 stycznia 1945 wieś należała do gminy Kressendorf w Landkreis Krakau, dystryktu krakowskiego w Generalnym Gubernatorstwie. W czasie II wojny światowej w Tenczynku działała stolarnia, która produkowała sanie dla potrzeb żołnierzy niemieckich, szkołę zajmują wojska niemieckie. Wówczas browar został zniszczony, a na jego miejscu rozwinęła się fabryka przetworów owocowo-warzywniczych, która powstała w jego pobliżu w 1918. W 1941 na polach parafialnych wybudowano boisko sportowe. W czasie II wojny światowej alianci pomylili kamieński kościół z kościołem w Tenczynku, wskutek czego wieś uniknęła zbombardowania. 27 czerwca 1943 roku oddział Gwardii Ludowej im. Ludwika Waryńskiego opanował kopalnię „Krystyna”. Zabrano kilkaset kilogramów dynamitu i zdemolowano urządzenia wydobywcze (na terenie kopalni w 1969 roku odsłonięto tablicę pamiątkową upamiętniającą ten fakt).
W 1945 dom zakonny, kościół, szkoła oraz tenczyńskie domy zostały uszkodzone wskutek detonacji amunicji zgromadzonej w czasie wojny przez Niemców w okolicznych lasach. Po przejściu frontu Armia Czerwona urządziła w szkole szpital wojskowy. W latach 50. XX w. powstała niewielka remiza strażacka. W 2. poł. lat 40. XX w. w Tenczynku powstała grupa Świadków Jehowy, która w latach 1969–1984 należała do zboru Krzeszowice, a od 1 września 1984 do 31 sierpnia 2023 jako osobny zbór Tenczynek (od 1 września 2023 zbory: Krzeszowice–Zachód i Krzeszowice–Wschód). W latach 1951–1956 w Tenczynku działała drużyna piłki siatkowej KS Górnik. W 1956 przeniesiono przedszkole ze szkoły do budynku sióstr zakonnych. W 1962 powstało przedszkole nr 1. W 1967 szkole nadano imię króla Władysława Jagiełły.
W latach 1954–1972 wieś należała i była siedzibą władz gromady Tenczynek. W latach 1973–1976 miejscowość była siedzibą gminy Tenczynek. W latach 1975−1998 miejscowość administracyjnie należała do województwa krakowskiego. W 1986 powstała nowa remiza strażacka. 28 kwietnia 1989 otwarto pawilon sportowy, przy boisku piłkarskim na 500 miejsc (w tym 200 siedzących). W latach 90. XX w. powstał nowy ośrodek zdrowia oraz nastąpiła rozbudowa szkoły. W 2003 nadano nazwy ulicom. W 2008 wybudowano salę gimnastyczną, a w 2009 nowy budynek przedszkola, w którym mieści się również filia biblioteki publicznej. W 2010 w centrum wsi (ul. Chrzanowska) wybudowano nowy most, poprzedni drewniany rozebrano, w całości też zakończono etap kanalizacji wsi.

### Browar i dawna gorzelnia
Już na początku XVII w. w Tenczynku istniał młyn, browar plebański, papiernia – zniszczona przez powódź w 1710, ślusarnia, prochownia i warsztaty płatnerskie. Po najeździe Szwedów, kiedy po raz pierwszy spłonął Zamek Tenczyn (1655), a w 1656 również i wieś, w latach 1655–1657 zbudowano w Tenczynku browar pański, gorzelnię, piekarnię, nowy młyn oraz nowy folwark wraz z modrzewiowym dworem zwanym później Dworem Sobieskiego, bowiem jak głosi legenda król Jan III Sobieski zatrzymał się tutaj wracając spod Wiednia i kosztował tenczyńskich rarytasów, dwór został wyburzony na przeł. lat 50. i 60 XX w. W pobliżu dworu rosła lipa Lenartowicza ścięta w 1924, przy której w sierpniu 1875 Teofil Lenartowicz napisał jeden ze swych wierszy. W 1933, w rocznicę 250-lecia mającego mieć miejsce zatrzymania się Sobieskiego w Tenczynku, mieszkańcy ziemi chrzanowskiej ufundowali kamienną płytę na budynku browaru. Wieś z budynkami gospodarczo-produkcyjnymi (browarem i gorzelnią), z wyjątkiem Dworu Sobieskiego, spaliła się 3 maja 1720. W pożarze zginęła też rodzina żydowska, która je dzierżawiła. U schyłku XVIII w. w Tenczynku stał dwór, karczma, browar, dwa młyny i tartak.
Budynek browaru znajduje się na terenie byłych Zakładów Przetwórstwa Warzywno-Owocowego. W 1857 hr. Adam Potocki z pobliskich Krzeszowic wybudował na terenie folwarku obszerny browar i gorzelnię, które świetnie prosperowały aż do początku lat 30. XX w., a piwo z Tenczynka znane było w Europie, czego dowodem złoty medal zdobyty na wystawie w Pilźnie w 1904. W 1903 browar przeszedł na własność Towarzystwa Akcyjnego. Po II wojnie światowej władze browar znacjonalizowały i przebranżowiły na Zakład Przetwórstwa Owocowo-Warzywnego. Od 28 lutego 2011 zakład przetwórstwa owocowo-warzywnego zmienił właściciela z dotychczasowego – Gardenau, na Makarony Polskie. Efektem tej transakcji było wyprowadzenie produkcji poza zakład tenczyński. Budynki stały opustoszałe.
W 2014 Browary Regionalne Jakubiak za około 3,3 mln zł kupiły od syndyka dawny browar w Tenczynku. Produkcję piwa wznowiono w 2015. W lipcu 2018 Marek Jakubiak sprzedał browar w Tenczynku na rzecz spółki akcyjnej Manufaktura piwa, wódki i wina, której prokurentem w momencie finalizowania transakcji był Janusz Palikot. Spółka zaplanowała szereg inwestycji, mających na celu zwiększenie wielkości produkcji piwa.

### Dawny ośrodek górnictwa
Tenczynek to także dawny ośrodek górnictwa węglowego. Najwcześniejsza wzmianka o występowaniu węgla w okolicy Tenczynka pochodzi z 1627. Wówczas wspominał o niej Szymon Starowolski. W 1659 wspomniano o nim w dziele Cellariusa. Pierwsze kopalnie z regularnym i planowym wydobyciem węgla powstały pod koniec XVIII w. były to kopalnie Adam i Rieda. Lekarz dominialny, dr Filling, zakłada w Tenczynku małą kopalnię, którą w kilka lat później sprzedaje Walterowi Riethowi, nadzorującemu wydziału górniczy Hrabstwa Tenczyńskiego. W 1814 dominium połącza dwie tenczyńskie kopalnie. Lata 1817–1829 to okres rozkwitu kopalni tenczyńskiej. W 1821 powstały w Tenczynku dwie huty cynku. Węgiel tenczyński stał bardzo ceniony po uruchomieniu w 1847 linii kolejowej z Krakowa do Mysłowic przez Krzeszowice. W latach 1864–1869 powstały nowe kopalnie m.in. Katarzyna, Kmita, Barbara i Andrzej, a także mała kopalnia pod wzgórzem zamkowym w pobliskim Rudnie (szyb Bolesław i sztolnia Franciszek). W 1891 założono kopalnię Franciszek, a w 1895 największą – Krystynę, która jednak została zatopiona w 1929.
Wiosną 1895 rozpoczęto drążenie sztolni odwadniająco-transportowej o długości 2150 m. Jej wylot znajdował się w Gwoźdźcu (Stara Sztolnia) w pobliżu bocznicy kolejowej, łączącej Krzeszowice z szybem wydobywczym i mostem kolejowym z 1911. W czasie II wojny światowej i do 1955 istniała kopalnia Nowa Krystyna (Upadowa Krystyna, Krystyna II), obejmująca część dawnej Kmity (Tenczynek, Szczęść Boże, Bereza) i wschodnie pola wydobywcze Krystyny. Złoże było udostępnione dwoma upadowymi, a urobek wydobywano szybem na tzw. Okrągliku.
Ogółem w okolicy od XVIII w. do 1955 istniało aż 17 kopalń, które wydobywały od kilku tysięcy ton do 1,8 mln ton – najwięcej w kopalni Krystyna.
Pozostałości śladów po dawnej eksploatacji węgla zachowało się głównie w rejonie kopalni Krystyna I(budynki nadszybia szybu o głębokości 181 m oraz zdewastowane budynki mieszkalne jej pracowników) i Krystyna II (rozległe hałdy poeksploatacyjne z licznymi okruchami węgla, resztki betonowych fundamentów, nasypów i dróg dojazdowych), a na zachód od nich wiele płytkich szybików w rejonie wychodni pokładu Andrzej, będących najlepiej zachowanym miejscem do powierzchniowych obserwacji serii węglonośnej w tym rejonie. W rejonie kopalni Kmita zachowały się miejsca zasypanych szybów i szybików, hałd z łupkami ilastymi, piaskowcami, węglem oraz dróg dojazdowych, a przy szybie Robert fragmenty ceglanej podmurówki maszynowni i zabudowania ostatnich właścicieli kopalni (tzw. Hromkówka).
W pobliżu Tenczynka przebiega wschodnia granica Górnośląskiego Zagłębia Węglowego. Łączna miąższość formacji węglonośnej sięga tu 900 m. Pokłady mają miąższości od 0,2 do 7,1 m.; są bardzo zmienne, zazwyczaj cienkie (ok. 1 m.). Do najgrubszych pokładów należą: 118 (miąższość do 2,7 m.), 209 (do kilku m.), 302 (do 2,6 m.), Adam (do 1,8 m.), Andrzej I (do 1,7 m.), Andrzej II (do 1,9 m.). Eksploatacja była prowadzona w obszarach najpłytszego występowania węgla pod cienkim nadkładem czwartorzędowym – głównie w Kotlinie Tenczynka.

#### Byłe kopalnie
- Kmita (kopalnia) – nieczynna kopalnia węgla kamiennego w Tenczynku, eksploatowana od lat 60 XIX w., unieruchomiona w 1924. W latach 1939–1945 na wychodniach dawnej kopalni prowadzono kopalnię pod nazwą Tenczynek (nazywaną też Szczęść Boże i Bereza).
- Kopalnia Węgla Kamiennego Krystyna w Tenczynku – nieczynna kopalnia węgla kamiennego, zlokalizowana w Lesie Zwierzyniec.
- Kopalnia Węgla Kamiennego Katarzyna w Tenczynku – nieczynna kopalnia węgla kamiennego.
- Kopalnia Węgla Kamiennego Tenczynek – nieczynna kopalnia węgla kamiennego.
- Kopalnia Węgla Kamiennego Ludwik – nieczynna kopalnia węgla kamiennego.
- Kopalnia Węgla Kamiennego Glückauf – nieczynna kopalnia węgla kamiennego.
- Kopalnia Węgla Kamiennego Roman – nieczynna kopalnia węgla kamiennego.
- Kopalnia Węgla Kamiennego Adam – nieczynna kopalnia węgla kamiennego.
- Kopalnia Węgla Kamiennego Barbara – nieczynna kopalnia węgla kamiennego.
- Kopalnia Węgla Kamiennego Robert – nieczynna kopalnia węgla kamiennego.

## Zabytki
Obiekty wpisane do rejestru zabytków nieruchomych województwa małopolskiego.
- Kościół parafialny pw. św. Katarzyny, dzwonnica, drzewostan, otoczenie. Kościół zbudowany w latach 1728–1742. Z późnorenesansową amboną oraz barokowym i regencyjnym wystrojem wnętrz kryje w podziemiach szczątki ostatniego z potomków Tęczyńskich – Jana (zm. 1637). Na cmentarzu parafialnym pochowany został znany aktor Bogumił Kobiela. Koło kościoła znajduje się interesująca skałka karbońska, stanowiąca pomnik przyrody;
- plebania z otoczeniem;
- zabytkowy dom w Tenczynku. Dom nr 295, obecnie ul. Chłopickiego;
- brama Zwierzyniecka. Brama wjazdowa do Zwierzyńca należącego do zamku Tenczyn, zabytek w stylu neogotyckim z 2 poł. XIX wieku;
- zespół willi nr 69, dom ze skrzydłem bocznym, bramą wjazdową, ogrodem i parkiem.

## Inne zabytki
- Zabytki budownictwa przemysłowego z XIX–XX w., w tym: dawny browar, były Zakład Przetwórstwa Owocowo-Warzywnego Tenczynek (założony w 1655 roku), oraz budynki uruchomionej w 1895 roku kopalni węgla kopalni węgla kamiennego Krystyna.

## Transport

### Drogi
Na południe od Tenczynka przebiega A4 autostrada A4, biegnąca na tym odcinku od węzła drogowego Chrzanów, do węzła Balice I, dalej prowadząc m.in. do Krakowa. Natomiast na północ od Tenczynka położona jest 79 droga krajowa nr 79, biegnąca od Aglomeracji Górnośląskiej, aż do Warszawy (Ursynowa).
Na terenie Tenczynka znajdują się następujące drogi powiatowe:
- 1033K Rudno (Borek) - Tenczynek (ul. Chrzanowska, ul. Tenczyńska)
- 2121K Krzeszowice - Tenczynek (ul. Daszyńskiego, ul. Zwierzyniecka) - Frywałd
- 2186K Czernichów - Przeginia Narodowa - Przeginia Duchowna - Rybna - Sanka - Zalas - Tenczynek (ul. Mądrzyka)
- 2188K Rudno (ul. Galicyjska) - Tenczynek (ul. Zamkowa)[11][12]

### Komunikacja
Za komunikację zbiorową w Tenczynku odpowiada KMK, obsługując trasy do m.in. Krzeszowic, Rudna, Bronowic Małych czy do Krakowa.

### Kolej
Tenczynek nie posiada stacji kolejowej. Nieopodal miejscowości przebiega linia kolejowa nr 133 Dąbrowa Górnicza Ząbkowice - Kraków.

### Lotniczy
Najbliższym lotniskiem jest Międzynarodowy Port Lotniczy w Balicach, oddalony o około 14 km.

## Turystyka
Zwiedzanie dawnych kamieniołomów ułatwia wytyczona przez Zespół Jurajskich Parków Krajobrazowych geologiczna ścieżka turystyczno-dydaktyczna szlakiem górnictwa węglowego w okolicy Tenczynka. Prezentuje ona kilka stanowisk geologicznych o podstawowym znaczeniu dla poznania budowy geologicznej obszaru krzeszowickiego, jednego z najciekawszych w Polsce pod względem geologii i morfologii. Przy zwiedzaniu stanowisk dokumentacyjnych w kamieniołomach należy pamiętać o zakazie zbierania skał i skamieniałości.
- kamieniołom Nowa Krystyna – stanowisko dokumentacyjne prezentuje piaskowce wapniste i wapienie piaszczyste z bogatą fauną małży, ramienionogów i amonitów.
- odsłonięcie Nad Czerwieńcu – stanowisko prezentuje skały wapienne, wapienno-piaszczyste z bogatą fauną małży, ślimaków, ramienionogów i amonitów.

Szlaki turystyczne
- – przez Niedźwiedzią Górę, Bukową Górę, Zimny Dół do Czernichowa

Szlaki rowerowe
- – z Krzeszowic przez Miękinię, Dolinę Kamienic, Wolę Filipowską, Puszczę Dulowską, Las Orley, rezerwat przyrody Dolina Potoku Rudno, Sankę, Dolinę Sanki i Niedźwiedzią Górę do Krzeszowic.
- (Jurajski Rowerowy Szlak Orlich Gniazd) – z Krzeszowic przez Tenczynek, Brzoskwinię, Las Zwierzyniecki, Las Zabierzowski, Szczyglice do Krakowa.
- – z Krzeszowic do stacji PKP w Woli Filipowskiej.
- Szlak Kraków – Morawy – Wiedeń – od Frywałdu przez Las Zwierzyniec do Rudna.
- Szlak Architektury Drewnianej (dzwonnica w Tenczynku)
- Szlak Osobliwości Przyrody okolic Tenczynka
- Szlak Dawnego Górnictwa

### Stawy
- Czarny Staw[15] – położony w Lesie Zwierzyniec. Jedno z podań głosi, że pod Diabelskim Mostem w Czernej zakopany jest ogromny skarb, złożony ze złota, srebra i diamentów, którego pilnuje sam diabeł, a inny duch czyha na moście na największych grzeszników, a gdy którego złapie – leci nad Czarny Staw i tam go topi[16].
- Staw Grzebienny – położony pomiędzy kościołem, cmentarzem a szkołą. Wzmiankowany już w 1553[17].
- Staw Papki – dokładniej dwa stawy pod jedna nazwą położone przy zachodnim zboczu wzgórza Ułańskie Zdrowie w części wsi o nazwie Rzeczki.
- Stawy Podlesie – dwa niewielkie stawy po obu stronach ul. Chłopickiego w części wsi o nazwie Podlesie.
- Staw Rzeczki – położony przy Bramie Zwierzynieckiej w części wsi o nazwie Rzeczki.
- Staw Wroński[18] – powstał przez przegrodzenie groblą ziemną płytkiej doliny, którą spływają wody z lasu do potoku Olszówka.

## Pomniki przyrody
- Skałka pod sosną – 4,5-metrowej wysokości skałka zbudowana ze zlepieńca złożonego z okruchów różnych skał (m.in.: łupki ilaste); usytuowana jest przy drodze do Zalasu w pobliżu ośrodka zdrowia. Na skałce rosła sosna (została ścięta w 2006, pozostawiono tylko wysoki pień i korzenie, które wnikają w szczeliny skały). Pomnik utworzono 14 kwietnia 1970. Ta zwietrzała skałka o barwie żółtawo-brunatnej, na powierzchni zwietrzałej – szarej. Ławice są skośnie warstwowane, ogólnie nachylone ku południowi, co może wskazywać na kierunek transportu rzecznego.
- Dwie topole czarne – rosnące przy czerwonym szlaku turystycznym, obok drogi Krzeszowice – Tenczynek Rzeczki (ul. Zwierzyniecka) – przy skrzyżowaniu z ul. Daszyńskiego biegnącą od krzeszowickiej stacji kolejowej. Pomnik utworzono 1 sierpnia 1969.
- Kamieniołom na Czerwieńcu – geologiczne stanowisko dokumentacyjne na terenie dawnego kamieniołomu piaskowca.

## Struktury wyznaniowe

### Kościół rzymskokatolicki
- Parafia św. Katarzyny w Tenczynku – kościół św. Katarzyny w Tenczynku
- Dom S. Miłosierdzia św. Wincentego a Paulo

### Świadkowie Jehowy
- Zbory: Krzeszowice–Zachód i Krzeszowice–Wschód (Sala Królestwa: Krzeszowice)[19]

## Obiekty użyteczności publicznej
Biblioteka publiczna, boisko LKS Tęcza, centrum handlowe, cmentarz, szkoła podstawowa, hala sportowa, koło gospodyń wiejskich, ośrodek zdrowia, przedszkole samorządowe, punkt pocztowy, remiza OSP.

## Znane osoby związane z Tenczynkiem
Wśród znamienitych gości warto wymienić poetę Teofila Lenartowicza oraz Władysława Tarnowskiego, którzy spędzili tu kilka letnich miesięcy 1875. W Rzeczkach, przysiółku Tenczynka, znajduje się Willa „Eliza” (z końca XIX w.) lekarza profesora UJ Stanisława Pareńskiego, w której gościli Stanisław Wyspiański i Tadeusz Boy-Żeleński. W podziemiach miejscowego kościoła pochowane są zwłoki Jana Magnusa Tęczyńskiego. Swego czasu mieszkała tu Zofia Jaroszewska. W 1969 na miejscowym cmentarzu został pochowany Bogumił Kobiela przy grobie swojej matki.

### Urodzeni w Tenczynku
- Tadeusz Arkit – polityk i samorządowiec, poseł na Sejm VI i VII kadencji.
- Max Judd, właśc. Maksymilian Judkiewicz – polsko-amerykański mistrz szachowy pochodzenia żydowskiego.
- Andrzej Kłos – inżynier elektroenergetyk, profesor nauk technicznych
- Jerzy Litwiniszyn – profesor AGH, inżynier górniczy, naukowiec, prezes krakowskiego oddziału PAN i wiceprezes Polskiej Akademii Nauk, laureat doktoratu honoris causa AGH.
- Tadeusz Nożyński – doktor, z wykształcenia historyk, pedagog, animator kultury, m.in. chóralistyki, autor monografii Wągrowca.
- Franciszek Pustelnik – piłkarz, prawy obrońca Wisły Kraków w latach 1907–1914.
- Stanisław Wróblewski – polski działacz państwowy, wybitny prawnik, prezes Polskiej Akademii Umiejętności, w latach 1935–1938 senator II RP IV kadencji.

### Zmarli w Tenczynku
- Włodzimierz Rachmistruk – kapitan austriackiej piechoty i generał brygady Wojska Polskiego.